# Barraca de pedra en sec (Amposta)
La Barraca de pedra en sec o Barraca de l'Ametller és un edifici d'Amposta (Montsià) inclosa a l'Inventari del Patrimoni Arquitectònic de Catalunya. És situada entre l'Autopista AP-7 i la carretera C-103 que va de Freginals fins Amposta. La parcel·la de la barraca s'ha convertit en una àrea de descans amb bancs i taules i algun cartell informatiu sobre la construcció.

## Descripció
Es tracta d'una barraca de pedra en sec, aïllada, de planta rectangular -7,20 x 3,75m. per dins i 9 x 5 per fora-. Els murs s'aixequen tot inclinant-se des del començament, per tancar a 4,70m. des del terra, a l'interior i acabat amb un caramull de pedra a l'exterior. La forma de la coberta és coneguda com a volta esquifada de directriu apuntada.
Té una porta d'1,75 x 1,20m. que, en el seu moment, es devia tancar amb una porta de fusta. A l'interior té tres obertures petites i altes -per ventilació-. Una menjadora llarga per al ramat i la resta del que fou una pallissa a mitja d'alçada.